# ماكسيميليان وولفرام
ماكسيميليان وولفرام (بالألمانية: Maximilian Wolfram) (21 فبراير 1997 بتسفيكاو في ألمانيا - ) هو لاعب كرة قدم ألماني في مركز الوسط.

## وصلات خارجية
- ماكسيميليان وولفرام على موقع قاعدة بيانات كرة القدم.إي يو (الإنجليزية)
- ماكسيميليان وولفرام على موقع Soccerway.com (الإنجليزية)
- ماكسيميليان وولفرام على موقع عالم كرة القدم.نت (الإنجليزية)